# Manypeaks
Manypeaks är en ort i Australien. Den ligger i kommunen Albany och delstaten Western Australia, omkring 390 kilometer sydost om delstatshuvudstaden Perth. Antalet invånare är 386.
Runt Manypeaks är det mycket glesbefolkat, med 3 invånare per kvadratkilometer.. Närmaste större samhälle är Kalgan, omkring 15 kilometer väster om Manypeaks.
Trakten runt Manypeaks består till största delen av jordbruksmark. Genomsnittlig årsnederbörd är 688 millimeter. Den regnigaste månaden är september, med i genomsnitt 107 mm nederbörd, och den torraste är februari, med 12 mm nederbörd.